# Richard Kelly
Richard Kelly, född 28 mars 1975 i Newport News, Virginia, är en amerikansk filmregissör och manusförfattare, främst känd för filmen Donnie Darko (2001) som han både skrev manus till och regisserade.